# Marchivum
Marchivum – archiwum i muzeum zlokalizowane w niemieckim mieście Mannheim, w dzielnicy Neckarstadt-West.

## Historia
Placówka, funkcjonująca w dawnym bunkrze Ochsenpferch, pełni kilka funkcji jednocześnie: jest archiwum miejskim Mannheimu, a także placówką muzealną związaną z promowaniem historii i kultury miasta. Powstała z Archiwum Miejskiego Mannheimu – Instytutu Historii Miasta. Jego początki sięgają 1907, kiedy to została powołana do życia przez pierwszego archiwistę miejskiego, Friedricha Waltera. Wraz z przeprowadzką do nowego budynku, która nastąpiła 1 marca 2018 Stadtarchiv Mannheim – ISG otrzymało nazwę Marchivum. Nazwa ta wyrażać ma wizerunek instytucji, jej przywiązanie do tradycji, a jednocześnie otwarcie na nowe pomysły i rozwiązania.

## Archiwum
Jednym z głównych zadań archiwum jest gromadzenie i przechowywanie akt administracji miasta. Oprócz tego gromadzone są dokumenty związane z historią miasta i inne, różnego pochodzenia. Marchivum, jako następca Archiwów Miejskich w Mannheim – Instytutu Historii Miasta, dysponuje zasobem, który wypełnia ponad 15 kilometrów bieżących. Zróżnicowany indeks zasobów jest dostępny jako elektroniczna pomoc w wyszukiwaniu. Można go przeglądać za pomocą wyszukiwarki internetowej.

## Zbiory muzealne
Biblioteka gromadzi przede wszystkim literaturę dotyczącą historii miasta i państwa. Obejmuje około 60.000 woluminów począwszy od połowy XVII wieku do współczesności. Ze względu na wielkie straty wojenne koncentruje się jednak na XX wieku. Inwentarz uzupełnia 500 periodyków bieżących oraz 150 dzienników od połowy XVIII wieku do współczesności, również w formie zdigitalizowanej. Placówka przechowuje także około 4000 map i ponad 22.000 planów. Najstarsze oryginalne mapy pochodzą z początku XVII wieku, kiedy nowo założone miasto było oblegane podczas wojny trzydziestoletniej. Kolekcja jest stale aktualizowana, na przykład poprzez stale publikowaną oficjalną mapę miasta. Kolekcja monet, medali, orderów i pieczęci obejmuje pieniądze historyczne (monety i banknoty), medale pamiątkowe, ordery i odznaczenia, przypinki oraz odznaki. Tematem kolekcji jest XX wiek. Obejmuje niecałe tysiąc pozycji, np. kasę ratunkową Mannheim z lat 20. XX wieku czy medal na 300-lecie miasta z 1907. Kolekcja plakatów obejmuje okres od połowy XIX wieku do czasów współczesnych i liczy około 14.000 pozycji. Najstarszy kolorowy plakat powstał tuż po 1900 i reklamował fabrykę rowerów Heinricha Propfe. Znaczącymi dokumentami historycznymi są zwłaszcza plakaty z czasów I wojny światowej. Znaleźć tu można promocję zapisów na obligacje wojenne, twórczość z kampanii wyborczych z lat 20. XX wieku, plakaty nazistowskie, powojenne i z życia kulturalnego lat 50. i 60. XX wieku.